# Jenny Jones (femme politique)
Pour les articles homonymes, voir Jenny Jones et Jones.
Jenny Jones, baronne Jones de Moulsecoomb, née le 23 décembre 1949, est une archéologue et femme politique britannique. Membre de la Chambre des lords depuis le 20 septembre 2013, elle est la première personne membre du Parti vert à y être nommée (bien que Timothy Beaumont (mort en 2008) soit devenu membre des Verts après sa nomination).

## Origines
Elle naît dans une famille pauvre de la classe ouvrière après la Seconde Guerre mondiale, dans la banlieue de Brighton, et grandit lors des premières années de l'État providence. Son grand-père paternel, mineur gallois, est tué lors de la catastrophe minière de Senghenydd (en) en 1913, l'accident de mine le plus meurtrier de l'histoire du Royaume-Uni, ce qui plonge son fils dans un état d'extrême pauvreté.

## Carrière
Diplômée de l'Institut d'Archéologie de l'University College de Londres, elle travaille « principalement au Moyen-Orient ».
Elle entre en politique, et est présidente du Parti vert de 1996 à 1998. Elle est élue membre de l'Assemblée de Londres, pour le Parti vert, en 2000. Elle se présente sans succès aux élections législatives de 2002 et de 2005 dans la circonscription de Dulwich et Norwood-ouest, puis aux élections législatives de 2010 dans la circonscription de Camberwell et Peckham, où elle recueille 2,9 % des voix,. Elle est également candidate malheureuse des Verts pour le poste de maire de Londres en 2012.
Lorsque le gouvernement de coalition conservateur / libéral-démocrate de David Cameron propose d'octroyer un siège aux Verts à la Chambre des lords, les militants du parti votent et choisissent Jenny Jones pour cette fonction. Elle est nommée pair à vie par la reine Élisabeth II sur demande du gouvernement, et prend le titre de « barone Jones de Moulsecoomb », en référence à la banlieue de Brighton où elle a grandi. Lors de son discours d'inauguration, elle remercie ses pairs pour l'avoir accueillie chaleureusement bien qu'elle défende toujours l'abolition de la Chambre des lords, en accord avec la ligne du parti. 
Au cours de sa carrière politique, elle a défendu une production agricole plus saine, plus locale et plus respectueuse de l'environnement ; un meilleur réseau de transports en commun ; davantage de ressources pour permettre à la police de faire respecter le code de la route et réduire ainsi la mortalité sur les routes ; et davantage de soutien aux victimes des crimes et délits. Elle se déclare athée, mais pas républicaine, contrairement à la plupart des Verts.